# Ceramsalangaan
De Ceramsalangaan (Aerodramus infuscatus ceramensis) is een vogel uit de familie Apodidae (gierzwaluwen). Deze vogel werd eerder beschouwd als een aparte soort maar is op de IOC lijst 14.2 samengevoegd met de Molukse salangaan.

## Verspreiding en leefgebied
Deze ondersoort komt voor op Buru en Seram.